# 羅東孔子廟
24°40′32″N 121°45′42″E / 24.675636°N 121.7616639°E
羅東孔子廟，是位於臺灣宜蘭縣羅東鎮漢民里的孔廟，為民間社團文宗社設立。

## 歷史沿革
同治元年（1862年），黃永在以及張、林、廖、陳、林、游、李、吳等姓的文宗社社員，共七十四人一同出資龍銀一百八十圓為基金，創立羅東孔子廟。當初名稱為「聖人祠」的廟址原位在今羅東鎮義和里。黃永在等人為了使組織繼續維持運作，將家裡大批土地提供收租之用，演變成為該社的財產。日治時期此處設有書房，由前清秀才黃熾教導漢文。
戰後時期，文宗社農地遭三七五減租及耕者有其田放領給私人，董事長吳木枝推動訴願，終要回這批土地，使該社能維持繼續運作功能。1966年，因廟年久失修，且周圍環境逐漸變成風化區，文宗社出售原廟地，遷至北成街。隔年落成啟用，設有大成殿、講堂、供奉創社先賢的右廂，並設明倫堂免費供學子念書。旁有聖母升天堂與羅東善法寺。廟方並成立國小、國中讀經班，推廣讀經教育。
為獎助社員子弟，廟方利用1989年被徵收的社有土地補償金的新台幣一億多元，定存銀行孳息，加上出租房地產所得，設置獎學金。但2001年起，修改申請辦法，限定資格是社員五等親之內才能申領，從每人八千元，改為五千元。文宗社創始祖先派下社員代表的宜蘭縣游聯耀尊親會，認為此舉將造成七十四位創社先祖派下子弟大多無法申領，因此2002年教師節聯合其他社員抗議。
該廟為觀光客較少接觸的在地景緻。2014年報導時，鎮公所為提升羅東的深度旅遊，決定打造文化廊道意象、設立解說牌，培訓志工，整合景點印製摺頁提供遊客導覽。

## 祭祀活動
廟中除主祀至聖先師孔子，陪祀有倉頡、周敦颐、張戴、程顥、程頤、朱熹等。過去中國大陸渡海來臺灣開墾的移民，一般建立主祀媽祖、土地公、開漳聖王等民間普遍信仰的廟為主，民間建立孔廟在臺灣極為罕見。
此廟孔子誕辰典禮雖不如官方的隆重，但會邀請宜蘭縣教育局長裝扮成孔子，牽馬車走訪羅東鎮內各國中小學，象徵「周遊列國」。祭孔大典時，羅東鎮長也會參加，由文宗社董事長主持。

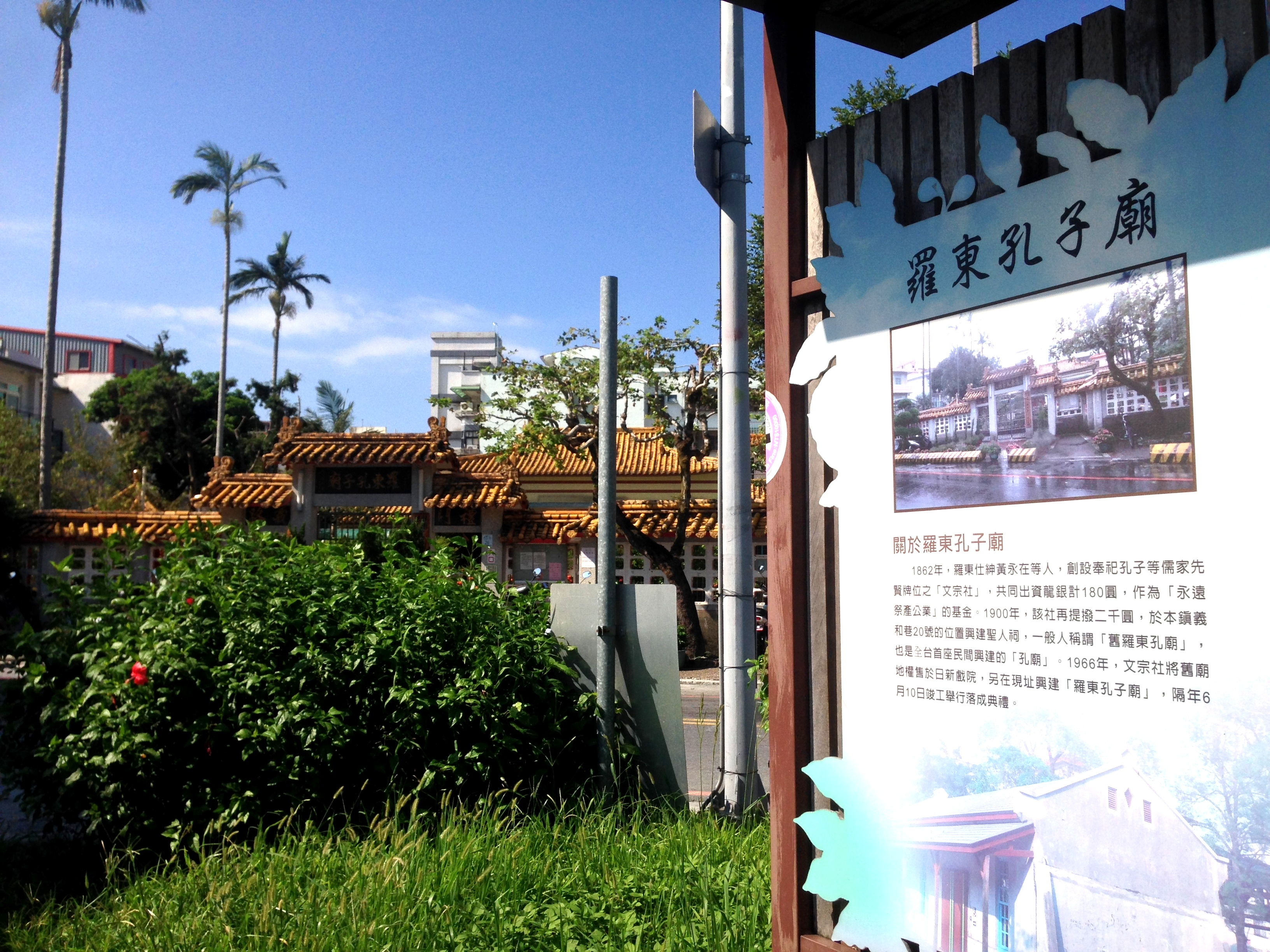
介紹牌
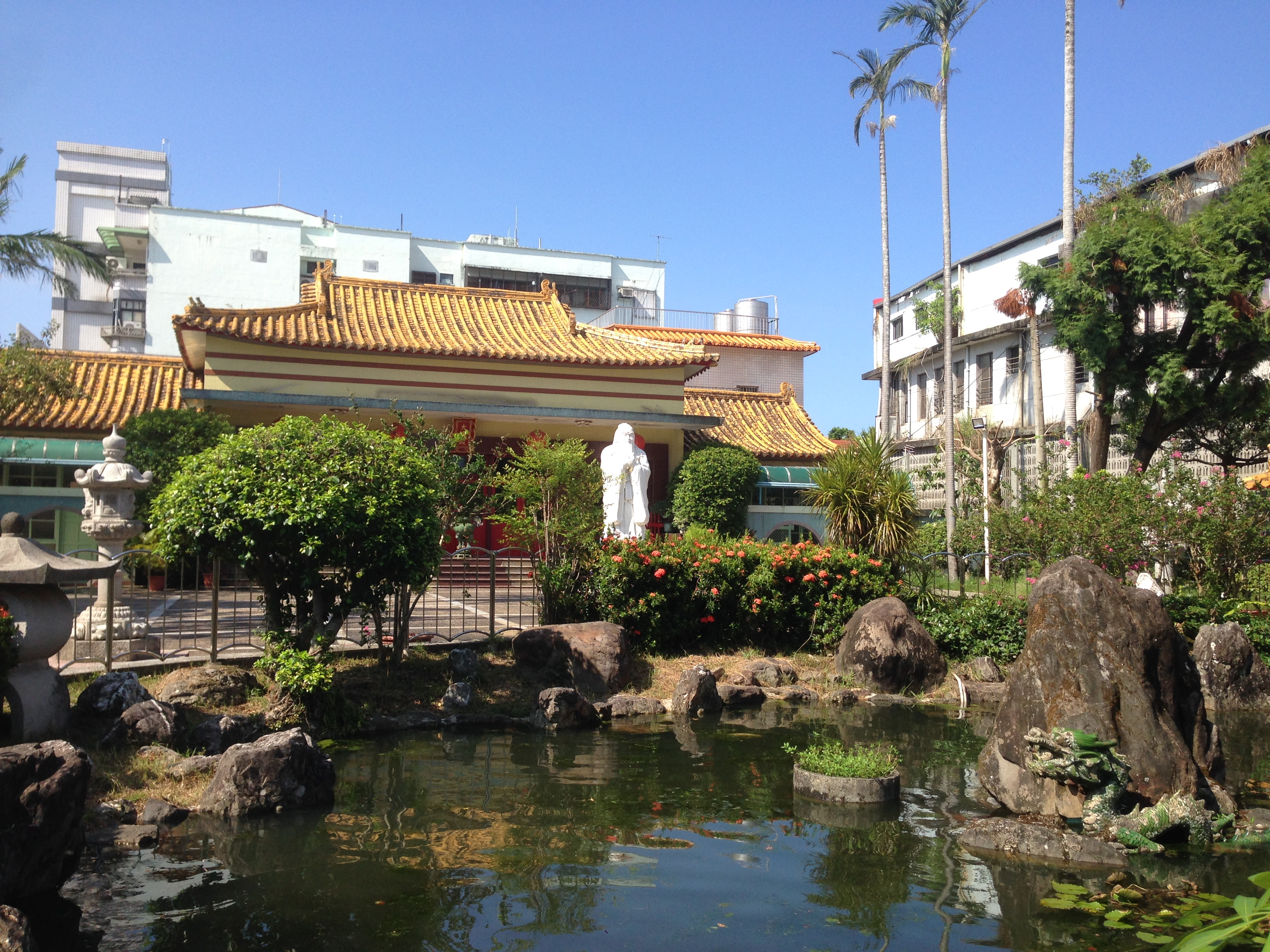
大成殿前有池塘、孔子像。
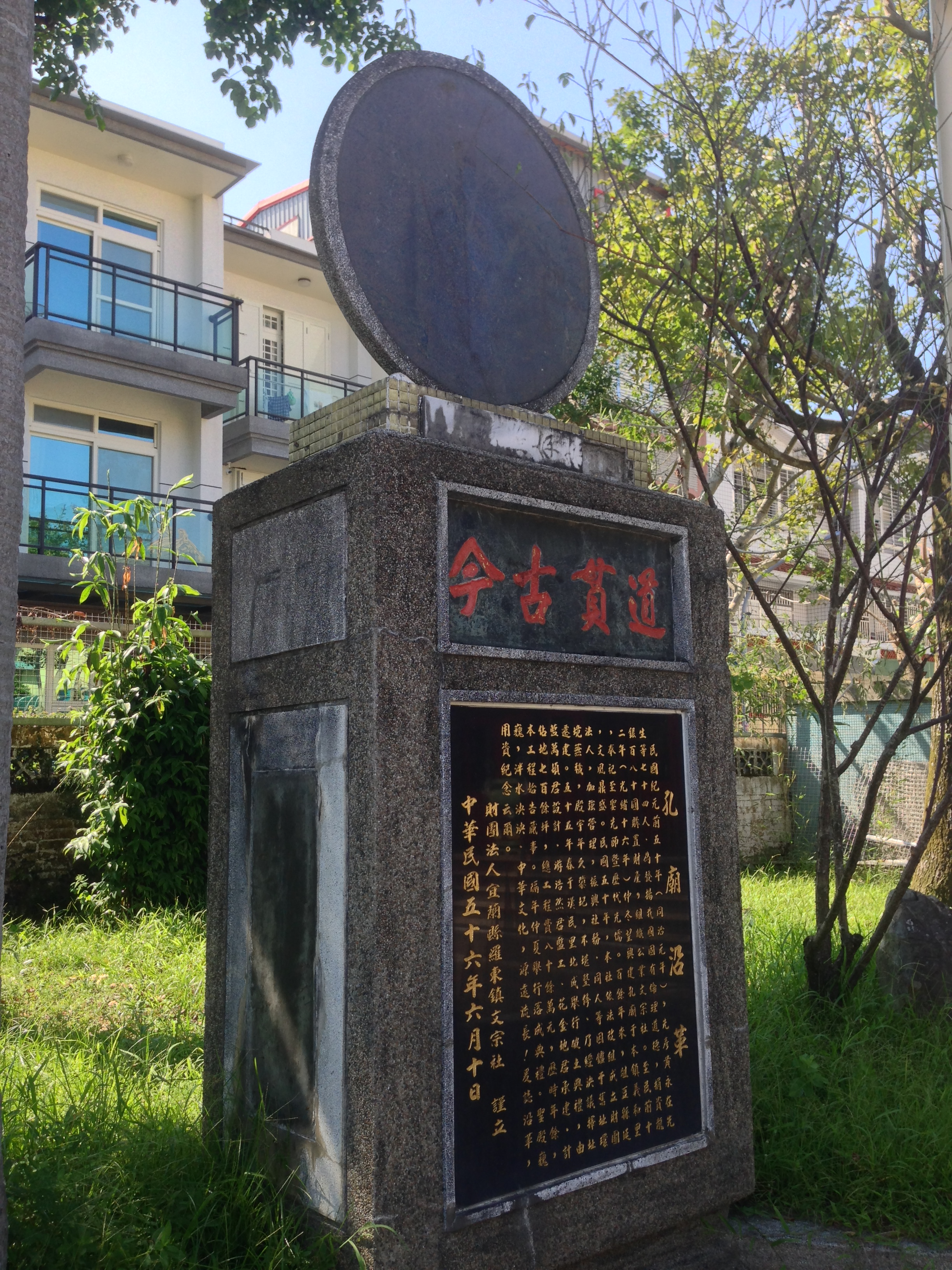
羅東孔子廟沿革
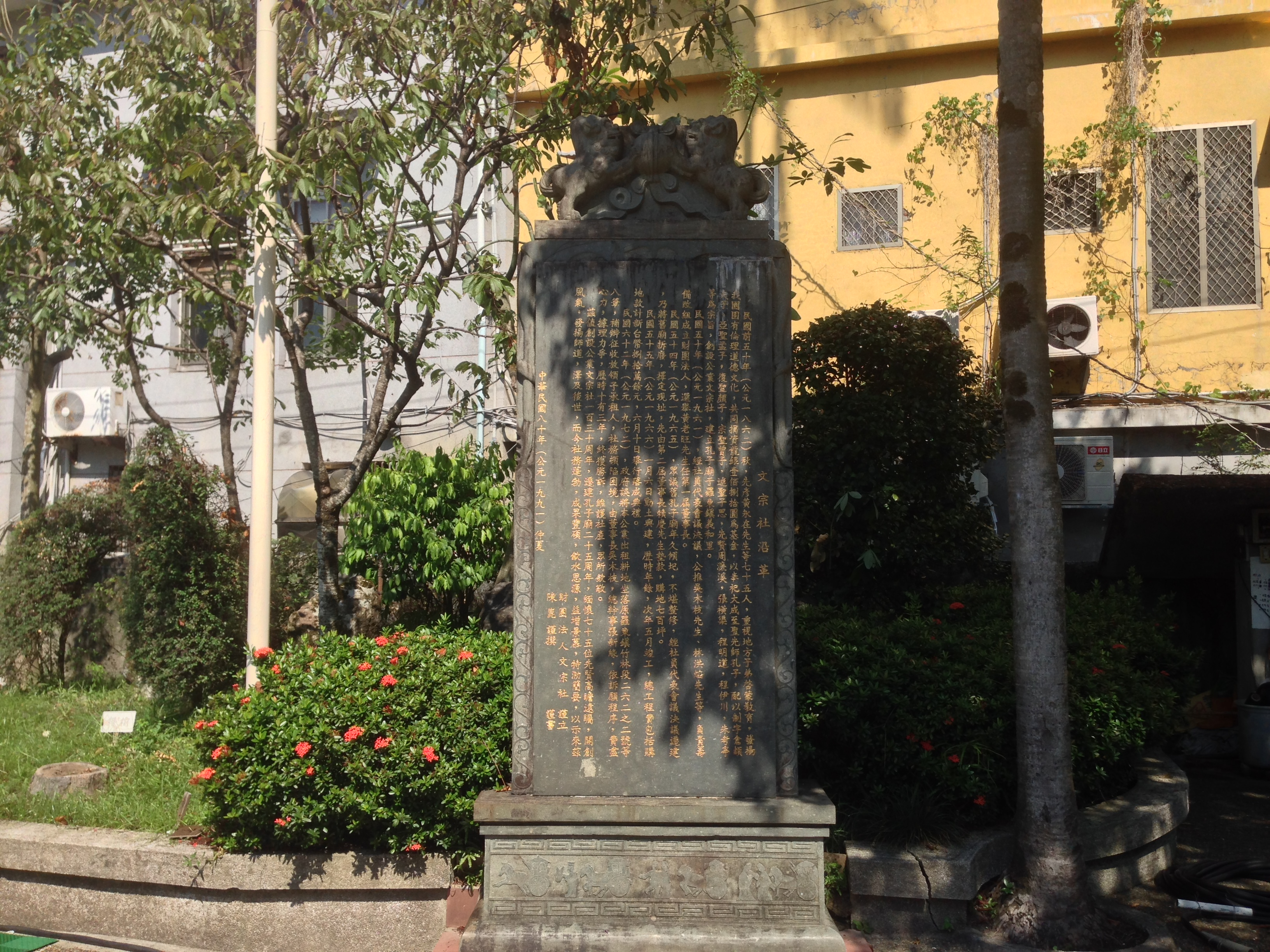
文宗社沿革碑